# Olaf Hampel
Olaf Hampel (ur. 1 listopada 1965) – niemiecki bobsleista, dwukrotny złoty medalista olimpijski w czwórkach.
Urodził się w RFN i do zjednoczenia Niemiec reprezentował barwy tego kraju, biorąc udział m.in. w IO 88. Największe sukcesy odnosił w połowie lat 90, będąc członkiem załogi Haralda Czudaja, a następnie Christopha Langena. Z pierwszym został mistrzem olimpijskim w 1994, z drugim triumfował w 1998. Z Langenem dwukrotnie był mistrzem świata.